# Những hành tinh hư cấu có tri giác

### Các hành tinh sống/có ý thức
- Nhà của các thế giới Yuuzhan Vong trong vũ trụ của loạt phim Star Wars.
- Acheron trong trò chơi máy tính Unreal 2 được che phủ toàn bộ bởi một tổ chức sống đơn lẻ và có tri giác.
- Alyx, hành tinh được đặt theo tên người trừ các cực ở Hành tinh cô đơn (1949) của Murray Leinster
- Chiron (thường được gọi đơn giản là "Hành tinh") trong loạt Sid Meier's Alpha Centauri
- Dahak, trong Mutineers Moon của David Weber, một tiểu hành tinh ngụy trang một con tàu vũ trụ dưới lốt là Mặt Trăng của Trái Đất.
- Bác sĩ Trăng trong chương "Thư viện" của Bác sĩ Ai, một cỗ máy đồ sộ ẩn dưới hình dạng Mặt Trăng, vệ tinh của một hành tinh thư viện lớn, quét để bảo vệ cho cơ sở dữ liệu trung tâm khỏi hacker và virus.
- Hành tinh bản ngã trong loạt truyện của hãng Marvel
- Erythro trong tiểu thuyết Nemesis của Isaac Asimov
- Eylor, trong Rifts, một thế giới sống được coi là cội nguồn của pháp thuật Mắt của Eylor, những con mắt lìa khỏi xác với năng lượng khổng lồ.
- Fairy, từ tiểu thuyết và OVA của Sentō Yōsei Yukikaze.
- First Sirian Bank từ Phần tối của Mặt trời của Terry Pratchett.
- Gaea, một môi trường sống có ý thức, từ truyện Gaea Trilogy (Titan, Wizard & Daemon) của John Varley.
- Gaia từ quyển Foundation's Edge, của Isaac Asimov. Cái tên được suy ra từ Giả thuyết Gaia
- Ghroth trong Cthulhu Mythos của Ramsey Campbell
- Krang, một Mặt Trăng chứa vũ khí tạo bởi Tar-Aiym, trong The Tar-Aiym Krang của Alan Dean Foster
- Mogo, trong tập truyện tranh Green Lantern Corps, không chỉ sống, mà còn được bổ nhiệm vào hàng ngũ Hình cảnh.
- Ōban, một hành tinh sống lớn hơn Mặt trời của Trái Đất (không có tri giác mấy) có thể sinh ra những hành tinh khác, từ truyện Ōban Star-Racers
- Pandarve, trong truyện tranh Storm không chỉ sống mà còn tồn tại như một nữ thần.
- Petaybee, trong Petaybee Series (Powers series) của Anne McCaffrey và Elizabeth Ann Scarborough
- Phaaze, một con quỷ hành tinh trong loạt truyện Metroid Prime.
- Scub Coral, trong loạt chương trình truyền hình Eureka Seven
- Solaris, hành tinh được đặt tên trong tiểu thuyết của Stanisław Lem và trong các phim 1972 và 2002 đạo diễn bởi Andrei Tarkovsky và Steven Soderbergh, được bao phủ bởi một đại dương có ý thức.
- Unicron, trong Đa-vũ-trụ của phim hoạt hình Transformers.
- Primus/Cybertron, cũng trong Đa-vũ-trụ của phim hoạt hình Transformers.
- Hành tinh Worm, trong The Power Twins của Ken Follett.
- Rifts (trò chơi cần xoay), trong trò chơi điện tử Rifts.
- Danh sách hành tinh trong Star Wars, một thế giới sống trong Giải mã hành tinh của Star Wars.